# Governo Andreotti IV
Il Governo Andreotti IV è stato il trentaquattresimo governo della Repubblica Italiana, il secondo della VII legislatura.
Rimase in carica dal 13 marzo 1978
al 21 marzo 1979, per un totale di 373 giorni, ovvero 1 anno e 8 giorni.
Il governo ottenne la fiducia il 16 marzo 1978 alla Camera dei Deputati con 545 voti favorevoli, 30 contrari e 3 astenuti, e al Senato con 267 voti favorevoli e 5 contrari.
Il governo diede le dimissioni il 31 gennaio 1979.

## Storia
Nonostante lo scioglimento della riserva da parte di Andreotti ed il suo giuramento nelle mani del Presidente della Repubblica Giovanni Leone, la nascita del governo (condizionata dal voto di fiducia) fu incerta fino alla notte prima della sua presentazione in Parlamento, in programma per il 16 marzo. Era previsto che il governo fosse sostenuto da una maggioranza DC-PCI: i ministri sarebbero appartenuti tutti alla DC mentre il PCI avrebbe fornito il proprio appoggio esterno, cioè votando la fiducia senza entrare a far parte del governo.
La mattina del 16 marzo venne però reso noto che le Brigate Rosse avevano appena sequestrato Aldo Moro, presidente della DC, uccidendo gli uomini della sua scorta: alla luce della notizia e del clima di emergenza, il governo incassò un'ampia e rapida fiducia.. Moro fu assassinato il 9 maggio 1978, dopo 55 giorni di prigionia.
Il clima del Paese contribuì a mantenere l'appoggio esterno del PCI al governo; nonostante quasi nessuna delle sue richieste fosse stata accolta, il PCI continuò a votare per quasi un anno la fiducia al governo. Il governo cadde quando i comunisti avanzarono la richiesta di entrare nella compagine governativa con propri ministri e Andreotti si rifiutò.

## Compagine di governo

### Sostegno parlamentare
| Camera dei deputati | Camera dei deputati | Seggi                  |
| ------------------- | --- | ---------------------- |
|                     | Democrazia Cristiana Partito Comunista Italiano Partito Socialista Italiano Partito Socialista Democratico Italiano Partito Repubblicano Italiano Südtiroler Volkspartei Totale Maggioranza | 262 229 57 15 14 3 580 |
|                     | Movimento Sociale Italiano Democrazia Proletaria Partito Liberale Italiano Partito Radicale Totale Opposizione                                                                              | 35 6 5 4 50            |
| Totale              | Totale | 630                    |

| Senato della Repubblica | Senato della Repubblica | Seggi                |
| ----------------------- | --- | -------------------- |
|                         | Democrazia Cristiana Partito Comunista Italiano Partito Socialista Italiano Partito Socialdemocratico Italiano Partito Repubblicano Italiano Südtiroler Volkspartei Union Valdôtaine Totale Maggioranza | 135 116 30 7 2 1 298 |
|                         | Movimento Sociale Italiano Partito Liberale Italiano Totale Opposizione | 15 2 17              |
| Totale                  | Totale | 315                  |

### Appartenenza politica
- Democrazia Cristiana

### Provenienza geografica
| Regione               | Presidente | Ministri | Sottosegretari | Totale |
| --------------------- | ---------- | -------- | -------------- | ------ |
| Lazio                 | 1          | 2        | 7              | 10     |
| Lombardia             | -          | 7        | 3              | 10     |
| Veneto                | -          | 2        | 5              | 7      |
| Campania              | -          | 4        | 2              | 6      |
| Sicilia               | -          | 1        | 5              | 6      |
| Puglia                | -          | -        | 5              | 5      |
| Emilia-Romagna        | -          | 1        | 2              | 3      |
| Marche                | -          | 1        | 2              | 3      |
| Piemonte              | -          | -        | 3              | 3      |
| Sardegna              | -          | -        | 3              | 3      |
| Umbria                | -          | -        | 3              | 3      |
| Liguria               | -          | 1        | 1              | 2      |
| Friuli-Venezia Giulia | -          | -        | 2              | 2      |
| Toscana               | -          | -        | 2              | 2      |
| Basilicata            | -          | 1        | -              | 1      |
| Abruzzo               |            | -        | 1              | 1      |
| Calabria              | -          | -        | 1              | 1      |
| Trentino-Alto Adige   | -          | -        | 1              | 1      |

## Composizione
| Presidenza del Consiglio dei ministri   | Presidenza del Consiglio dei ministri | Presidenza del Consiglio dei ministri                            | Presidenza del Consiglio dei ministri        | Presidenza del Consiglio dei ministri |
| Carica                                  | Titolare                              | Titolare                                                         | Titolare                                     | Sottosegretario di Stato alla Presidenza del Consiglio |
| --------------------------------------- | ------------------------------------- | ---------------------------------------------------------------- | -------------------------------------------- | --- |
| Presidente del Consiglio dei ministri   |                                       |                                                                  | Giulio Andreotti (DC)                        | - Franco Evangelisti (DC) Segretario del Consiglio dei ministri - Piergiorgio Bressani (DC) Delega ai problemi della stampa - Giovanni Del Rio (DC) (fino al 30/11/1978) Delega ai problemi della pubblica amministrazione - Michele Zolla (DC) (dal 30/11/1978) - Ignazio Vincenzo Senese (DC) Delega agli interventi nel Mezzogiorno - Ines Boffardi (DC) (dal 30/11/1978) Delega ai problemi della donna |
| Ministri senza portafoglio              |                                       |                                                                  |                                              | |
| Interventi straordinari nel Mezzogiorno |                                       |                                                                  | Ciriaco De Mita (DC)                         | Ciriaco De Mita (DC) |
| Ministero                               | Ministri                              | Ministri                                                         | Ministri                                     | Sottosegretari di Stato |
| Affari esteri                           |                                       |                                                                  | Arnaldo Forlani (DC)                         | - Franco Foschi (DC) - Luciano Radi (DC) - Angelo Sanza (DC) |
| Interno                                 |                                       |                                                                  | Francesco Cossiga (DC) (fino all'11/05/1978) | - Clelio Darida (DC) - Nicola Lettieri (DC) |
| Interno                                 |                                       | Giulio Andreotti (DC) ad interim (dall'11/05/1978 al 13/06/1978) |                                              | - Clelio Darida (DC) - Nicola Lettieri (DC) |
| Interno                                 |                                       | Virginio Rognoni (DC) (dal 13/06/1978)                           |                                              | - Clelio Darida (DC) - Nicola Lettieri (DC) |
| Grazia e giustizia                      |                                       |                                                                  | Francesco Paolo Bonifacio (DC)               | - Renato Dell'Andro (DC) - Edoardo Speranza (DC) |
| Bilancio e programmazione economica     |                                       |                                                                  | Tommaso Morlino (DC)                         | - Lucio Abis (DC) |
| Finanze                                 |                                       |                                                                  | Franco Maria Malfatti (DC)                   | - Giuseppe Azzaro (DC) - Enzo Erminero (DC) - Rodolfo Tambroni Armaroli (DC) |
| Tesoro                                  |                                       |                                                                  | Filippo Maria Pandolfi (DC)                  | - Gianuario Carta (DC) - Renato Corà (DC) - Antonio Mario Mazzarrino (DC) - Eugenio Tarabini (DC) - Vincenzo Mancini (DC) (dal 30/11/1978) |
| Difesa                                  |                                       |                                                                  | Attilio Ruffini (DC)                         | - Giuseppe Caroli (DC) - Francesco Mazzola (DC) - Amerigo Petrucci (DC) |
| Pubblica istruzione                     |                                       |                                                                  | Mario Pedini (DC)                            | - Baldassare Armato (DC) - Franca Falcucci (DC) - Alberto Spigaroli (DC) |
| Lavori pubblici                         |                                       |                                                                  | Gaetano Stammati (DC)                        | - Gianni Fontana (DC) - Pietro Padula (DC) |
| Agricoltura e foreste                   |                                       |                                                                  | Giovanni Marcora (DC)                        | - Gino Cacchioli (DC) - Giuseppe Zurlo (DC) |
| Trasporti                               |                                       |                                                                  | Vittorino Colombo (DC)                       | - Achille Accili (DC) - Costante Degan (DC) |
| Poste e telecomunicazioni               |                                       |                                                                  | Antonino Pietro Gullotti (DC)                | - Giuseppe Antonio Dal Maso (DC) - Elio Tiriolo (DC) |
| Industria, commercio e artigianato      |                                       |                                                                  | Carlo Donat-Cattin (DC) (fino al 25/11/1978) | - Gianfranco Aliverti (DC) - Carlo Baldi (DC) - Giuseppe Sinesio (DC) |
| Industria, commercio e artigianato      |                                       | Romano Prodi (Ind. di area DC) (dal 25/11/1978)                  |                                              | - Gianfranco Aliverti (DC) - Carlo Baldi (DC) - Giuseppe Sinesio (DC) |
| Sanità                                  |                                       |                                                                  | Tina Anselmi (DC)                            | carica non assegnata |
| Commercio con l'estero                  |                                       |                                                                  | Rinaldo Ossola (DC)                          | - Guido Bernardi (DC) |
| Marina mercantile                       |                                       |                                                                  | Vittorino Colombo (DC) ad interim            | - Vito Rosa (DC) |
| Partecipazioni statali                  |                                       |                                                                  | Antonio Bisaglia (DC)                        | - Paolo Barbi (DC) - Francesco Rebecchini (DC) |
| Lavoro e previdenza sociale             |                                       |                                                                  | Vincenzo Scotti (DC)                         | - Nino Cristofori (DC) - Enea Piccinelli (DC) - Calogero Pumilia (DC) |
| Beni culturali e ambiente               |                                       |                                                                  | Dario Antoniozzi (DC)                        | - Giorgio Postal (DC) - Giorgio Spitella (DC) |
| Turismo e spettacolo                    |                                       |                                                                  | Carlo Pastorino (DC)                         | - Marcello Sgarlata (DC) |

## Cronologia

### 1978

#### Gennaio
- 19-20 gennaio: il capo dello Stato, dopo un giro di consultazioni con tutti i partiti rappresentati in parlamento, conferisce ad Andreotti l'incarico di formare il nuovo governo. Le posizioni sono chiare. L'oggetto del contendere è il ruolo del PCI: PSI e PRI non entreranno nella maggioranza senza i comunisti, i liberali non entreranno in un governo in cui i comunisti sono presenti. I socialdemocratici non prendono per ora una posizione.
Nel dialogo tra i partiti, oltre al perfezionamento degli accordi di luglio, si inserisce la questione dei referendum proposti dai radicali ed ammessi dalla consulta, che chiedono l'abrogazione di numerose parti della legge Reale sull'ordine pubblico, della commissione Inquirente, di alcune parti della legge sui manicomi e l'igiene mentale e degli articoli del codice penale che rendono l'aborto reato: una decisa azione di governo per l'aborto e la riforma sanitaria (che abrogherebbe le norme manicomiali in vigore) farebbero venir meno i relativi quesiti.[13]
- 22-23 gennaio: repubblicani, socialisti e socialdemocratici, con sfumature diverse, fanno presente che la crisi potrà risolversi positivamente solo se limiti e impostazioni del quadro politico non sanno subordinati alle particolari esigenze delle componenti interne democristiane. Le dichiarazioni seguono di poche ore una nota de l'Unità in cui il PCI sostiene che la DC non il diritto o la possibilità di decidere tutto, fino allo scioglimento delle camere, in quanto esiste la possibilità di formare una maggioranza che può relegare lo scudocrociato all'opposizione.[14]
- 27-29 gennaio: comitato centrale PCI: Berlinguer sostiene che il superamento della condizione pregiudiziale anticomunista corrisponde all'interesse nazionale e si allinea a socialisti, socialdemocratici e repubblicani all'ipotesi di un governo dei laici qualora nella DC prevalgano le componenti di destra.

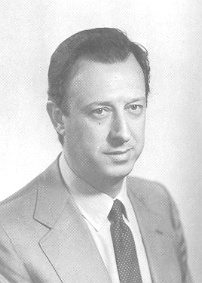
Mario Usellini

- 27 gennaio: un articolo del Washington Post definisce semplicistico l'atteggiamento dell'amministrazione di Jimmy Carter verso i comunisti italiani. Il pezzo esce nelle stesse ore in cui, in Italia, il deputato democristiano Mario Usellini, di tendenza moderata, rivela che negli ultimi quattro mesi del governo delle astensioni una dozzina di parlamentari DC si sono recati negli Stati Uniti per sollecitare una presa di posizione anticomunista da parte dell'ambasciatore in Italia.

#### Febbraio
- 4 febbraio: direzione nazionale DC: approvato l'operato di Andreotti, al quale viene conferito un mandato di trattativa più ampio, che comprende il programma e il quadro politico. Comunisti, socialisti, repubblicani e socialdemocratici apprezzano l'apertura ma al contempo sottolineano l'ambiguità della proposta sul versante dei modi. A nome del PLI Zanone dichiara che il PLI non prenderà parte ad una maggioranza ove sia presente il PCI.[15]
- 8 febbraio: dopo un secondo giro di consultazioni la proposta politica di Andreotti è quella di un governo monocolore fondato su un programma concordato, approvato in parlamento da un voto di fiducia; la relativa mozione dovrebbe essere sottoscritta dai sei partiti che hanno sottoscritto gli accordi di luglio ma i liberali ribadiscono di essere alternativi ai comunisti e si dichiarano contrari. Il no espresso da Valerio Zanone viene sfruttato da un centinaio di parlamentari democristiani, che sostengono l'idea di una condizione pregiudiziale anticomunista.[16]
- 9 febbraio: l'ex amministratore delegato del Banco di Roma, Mario Barone, indagato per la sparizione della cosiddetta lista dei cinquecento, inizia a fare i nomi dei personaggi che hanno assicurato protezione a Michele Sindona in cambio dell'aiuto ad esportare clandestinamente in Svizzera grosse somme di denaro. Resi pubblici quelli del magistrato romano Carmelo Spagnuolo, del capo della P2 Licio Gelli, dell'ex segretario del PSDI Flavio Orlandi e dell'imprenditrice milanese Anna Bonomi Bolchini, tutti sottoscrittori degli affidavit inviati negli Stati Uniti per evitare l'estradizione di Sindona in Italia.
Muore a Soltau Herbet Kappler. A Roma l’inchiesta sulla sua fuga è prossima ad essere chiusa.[17]
- 11 febbraio: dopo tre giri di consultazioni, ormai prossimo a inviare la bozza del programma, Andreotti deve ancora sciogliere il nodo della struttura del governo. Comunisti, socialisti e repubblicani chiedono la riduzione da 23 a 17 ministeri e la nomina di ministri in base a esclusivi criteri di competenza.
Dopo un dibattito di tre giorni il Consiglio superiore della magistratura approva un documento che vincola i magistrati all'antifascismo sancito dalla Costituzione e ribadisce il diritto di critica dei giudici a prescindere dall'indipendenza del potere.[18]

Riccardo Palma

- 14 febbraio: le Brigate Rosse uccidono a Roma il magistrato Riccardo Palma, direttore degli istituti di prevenzione e pena presso il ministero di grazia e giustizia.[19]
- 16 febbraio: a palazzo Chigi si svolge un vertice sulla bozza di programma tra Andreotti e i segretari dei sei partiti della ex astensione. La politica di rinnovata austerità, con una manovra immediata per reperire 3000 miliardi, soddisfa repubblicani e socialdemocratici ma la riunione si conclude in un nulla di fatto per le difficoltà interne della DC. Comunisti e socialisti chiedono precisi chiarimenti su come si intende risolvere il problema della maggioranza politica.[20]
- 17 febbraio: la DC smentisce una insinuazione proveniente da Washington, pubblicata da Il Giornale nuovo, secondo la quale il presidente degli Stati Uniti Carter avrebbe rifiutato di ricevere Zaccagnini per evitare voci di approvazione sul delicato momento politico italiano, in particolare sui rapporti tra DC e comunisti.[21]
- 19 febbraio: le delegazioni dei partiti tornano a riunirsi con Andreotti per la discussione del programma. Finanza pubblica, giustizia, referendum, ordine pubblico e sindacato di polizia i temi trattati, ma al centro della trattativa è ancora il travaglio interno democristiano. Ad una apertura del leader doroteo Piccoli (il programma deve raccordarsi con qualche forma di solidarietà fino ed oltre il voto di fiducia) si contrappongono le posizioni di Forze nuove (intesa parlamentare limitata ad uno specifico programma) e della destra (momentanei accordi programmatici su specifiche iniziative).[22]
- 21 febbraio: il periodico cattolico Il Regno, organo ufficiale dei Padri dehoniani, pubblica i risultati di un sondaggio commissionato alla Doxa sull'aborto. Secondo i risultati il 55% degli italiani sopra i 18 anni voterebbero si al referendum che chiede la depenalizzazione dell'aborto, un +4% rispetto ad un'analoga indagine del 1975.[23]
- 28 febbraio-1 marzo: Aldo Moro parla all'assemblea congiunta dei parlamentari democristiani: dopo un primo giorno di aspri scontri tra le diverse correnti lo statista democristiano plaude al lavoro svolto da Andreotti e lancia un appello per l'unità interna del partito contro la possibile alleanza tra la destra di Fanfani e i gruppi sconfitti da Zaccagnini all'ultimo congresso. L'assemblea si divide in quattro ordini del giorno ma poche ore la direzione nazionale DC prende la decisione ufficiale di appoggiare il tentativo in corso. Le correnti di opposizione decidono di adeguarsi con la contropartita di forti vincoli ai margini di manovra del governo.[24]

#### Marzo
- 4 marzo: superati tutti gli ostacoli in ordine al programma viene annunciata ufficialmente la prossima costituzione del governo, che sarà un monocolore democristiano votato da una maggioranza composta da DC, PCI, PSI, PSDI, PRI.
- 10 marzo: Andreotti sale al Quirinale, scioglie la riserva e presenta la lista dei nuovi ministri. Salvo alcuni spostamenti il governo è composto dagli stessi ministri del precedente: uniche novità Vincenzo Scotti al lavoro e Carlo Pastorino al turismo e spettacolo.[25]
- 16-17 marzo: a un'ora dall'avvio della seduta di presentazione del governo alla Camera il presidente della DC Aldo Moro viene rapito da un commando delle BR in via Mario Fani. La seduta viene aperta e subito rinviata a ora da destinarsi.
Consiglio dei ministri: Cossiga, ministro degli interni, riferisce le prime notizie sulla dinamica dell'agguato e i primi provvedimenti adottati di conseguenza. Viene subito decisa la linea cosiddetta della fermezza, che Andreotti illustrerà in serata con un messaggio al paese. Ascoltati i segretari dei partiti della maggioranza viene deciso di accelerare l'iter di presentazione del governo mediante una riduzione all'essenziale del discorso del presidente e del dibattito in aula. La Camera vota la fiducia alle 21 del 16 marzo con 545 voti a favore (maggioranza più Democrazia Nazionale), 30 contrari (PLI, MSI, DP, radicali) e 3 astenuti (la SVP), il Senato all'una di notte con 267 voti a favore (stesso schema della Camera) e 5 contrari (PLI e MSI).[26]

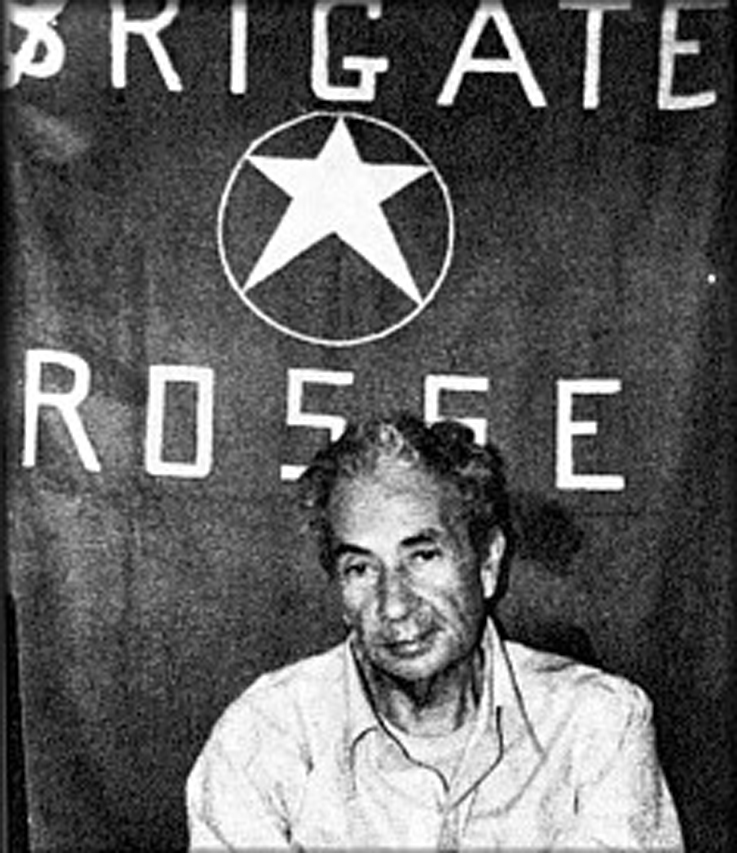
Moro prigioniero delle BR

- 18 marzo: mentre si svolgono i funerali della scorta di Moro una telefonata a Il Messaggero fa ritrovare una foto del leader democristiano e il comunicato n. 1, nel quale le BR annunciano l'avvio di un processo contro il prigioniero.
A palazzo Chigi si svolge un vertice tra il governo e i partiti della maggioranza per decidere misure urgenti in materia di ordine pubblico. Le effettive decisioni saranno comunicate dal ministro della giustizia dopo la ratifica del consiglio dei ministri
A Milano sono uccisi in un agguato due militanti del centro sociale Leoncavallo. Si pensa inizialmente a un collegamento dei due ragazzi con le BR e il rapimento di Moro.[27]
- 21 marzo: consiglio dei ministri: varate con un decreto legge le nuove misure contro il terrorismo politico: inasprite le pene per i sequestri (da un minimo di trent'anni all'ergastolo in caso di morte del rapito) e per il riciclaggio del denaro sporco; viene introdotta la denuncia obbligatoria alla PS dei contratti di affitto e compravendita di immobili; modificato l'art. 165 del codice di procedura penale che in deroga al segreto istruttorio consente lo scambio di informazioni tra magistrati e forze dell'ordine; per i casi di sospetto terrorismo polizia e carabinieri possono trattenere e interrogare un sospetto anche senza la presenza del difensore, che va comunque avvisato entro le 48 ore come il magistrato: le informazioni assunte tuttavia non formano oggetto di prova. Alle critiche dei radicali il ministro della giustizia, Bonifacio, risponde che lo Stato ha il diritto di difendersi.
Eleonora Chiavarelli, moglie di Aldo Moro, smentisce in modo seccato un frase che le viene attribuita da vari giornali, secondo i quali avrebbe detto che il marito non deve essere barattato coi terroristi.
Viene diffuso nei dettagli il programma economico del governo, non esposto in parlamento per l'acceleramento della procedura. Per il 1978 viene previsto un aumento delle entrate di 2.800 miliardi e un inasprimento della lotta all'evasione fiscale. Aumenteranno le imposte dirette e indirette e tutte le tariffe pubbliche. Il disavanzo pubblico dovrebbe limitarsi a 9000 miliardi grazie a 3.200 miliardi di minori spese.[28]
- 25 marzo: le BR diffondono un secondo comunicato, nel quale affermano che l'interrogatorio di Moro è in corso e lanciano duri attacchi al PCI e ai sindacati. I comunisti sono, in particolare, accusati di sfruttare il partito come un apparato poliziesco e antioperaio, dedito alla delazione e allo spionaggio contro gli interessi della classe lavoratrice.[29]

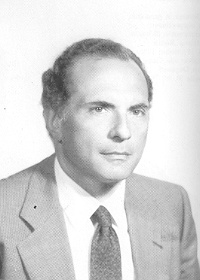
Enrico Manca

- 29 marzo-2 aprile: congresso del PSI: l’alleanza tra gli autonomisti e la sinistra di Riccardo Lombardi e Claudio Signorile vince col 63% dei consensi congressuali e conferma Craxi alla segreteria del partito. Pietro Nenni, assente per motivi di salute, confermato presidente. Restano all'opposizione della segreteria Enrico Manca e Giacomo Mancini. La maggioranza lancia la strategia dell'alternativa a sinistra contro il compromesso storico di Berlinguer. Nel simbolo del partito appare per la prima volta il garofano.[30]
- 29 marzo: parlando all'assemblea dei segretari regionali e provinciali della DC Zaccagnini afferma che la tragedia in corso non deve essere sfruttata per modificare il quadro politico, l'asse del governo e gli equilibri interni di partito. Il segretario, che ha un malore quando si augura che Moro torni libero, riconosce che esiste una questione democristiana, un problema di immagine legato ai numerosi scandali che hanno coinvolto la DC e danno la scusa di trascinare un suo illustre esponente a processo.
Le BR fanno ritrovare sotto la sede della DC a Roma e in altre città il terzo comunicato, al quale sono allegate tre lettere autografe di Aldo Moro indirizzate a Cossiga, a Paolo VI e alla famiglia. Il presidente della DC scrive di trovarsi sotto un dominio pieno e incontrollato, di poter essere indotto a rivelare informazioni delicate e sostiene la volontà delle BR di richiedere uno scambio di prigionieri. La DC mette subito le mani avanti definendo la lettera un documento estorto con la forza.[31]

#### Aprile
- 5 aprile: alla Camera il governo risponde a decine di interrogazioni sul rapimento di Moro e sull'andamento delle indagini. Andreotti risponde in via preliminare che dopo diciannove giorni il governo non è in grado di fornire sicuri elementi di conoscenza su responsabilità e rete di complicità, e che non esiste nemmeno una valida ipotesi circa l'ubicazione della prigione del popolo.
Nel corso del dibattito le BR fanno ritrovare il comunicato numero 4 e una seconda lettera di Moro, indirizzata a Zaccagnini. Moro dichiara di scrivere in piena lucidità, senza coercizioni, e sostiene di essere chiamato a pagare col proprio sacrificio personale colpe che sono di tutta la DC. E tutta la DC deve impegnarsi a prescindere da quello che pensano gli altri partiti.
Zaccagnini preannuncia una nota ufficiale de Il Popolo nella quale, come già per la precedente lettera a Cossiga, si scrive che "non è moralmente ascrivibile" al suo autore materiale.[32]
- 6 aprile: Una nota de l'Osservatore Romano plaude alla linea della fermezza adottata dal governo.
A due mesi dal referendum che potrebbe abrogare le norme sulla protezione della stirpe senza regolamentare nulla alla Camera prende il via la discussione sulla terza proposta di legge per la tutela sociale della maternità e l'interruzione volontaria di gravidanza. Il fronte laico (PCI, PSI, PSDI, PRI, PLI, DP) rivolge un appello alla DC affinché si giunga in tempi brevi ad una intesa che eviti il ricorso alle urne e blocchi i tentativi di affossamento (per motivi diversi) dei radicali e del MSI.[33]
- 7 aprile: direzione nazionale PSI: Bettino Craxi e Claudio Signorile sono eletti segretario e vice-segretario. Si astengono le minoranze interne.
- 8 aprile: il vertice dei capi di Stato europei, riunito a Copenaghen, stabilisce che le prime elezioni europee dovranno svolgersi tra il 7 e il 10 giugno 1979.
Un commando delle BR ferisce con diversi colpi di pistola il presidente degli imprenditori della Liguria.[34]
- 9-11 aprile: nonostante l'assoluto riserbo del Viminale circolano voci di un nuovo messaggio delle BR con allegato, addirittura, un nastro registrato da Moro. Un falso allarme parla di una avvenuta liberazione del prigioniero nella zona di via Trionfale. Il governo si riunisce d'urgenza dopo un frettoloso rientro di Andreotti da Copenaghen ma il riserbo viene mantenuto fino a tarda sera, quando viene ufficializzato il recapito di due lettere, una alla famiglia e una di critica all'azione della DC (la cosiddetta lettera a Taviani). Smentita l'esistenza di una registrazione inizia a farsi strada la voce che le BR vogliano arrivare ad uno scambio di prigionieri.[35]
- 12 aprile: dopo aver respinto una pregiudiziale di costituzionalità firmata da democristiani e missini, e dopo l'approvazione di quattro articoli, il Partito radicale avvia una operazione di ostruzionismo parlamentare contro la legge sulla regolamentazione dell'aborto. I radicali contestano alcuni contenuti della legge come il divieto di aborto per le minorenni. Respinta la richiesta di discutere la legge in seduta segreta per estromettere la stampa.
La DC riunisce la direzione nazionale per la prima volta dal rapimento di Aldo Moro. Mantenuto un assoluto riserbo sul dramma in corso l'assise approva il programma generale per le elezioni amministrative di maggio.[36]
- 13 aprile: su richiesta dei repubblicani, a norma dell'art. 11 del regolamento, la Camera avvia alle ore 11 una seduta fiume che si concluderà solo con l'approvazione della legge sull'aborto. I partiti favorevoli al progetto organizzano turni di presenza dei deputati per il mantenimento continuo del numero legale.
Col solo voto contrario del MSI il Senato vota la nuova legge sull'ordine pubblico che deve sostituire la legge Reale ed evitare il referendum per la sua abrogazione. La legge passa all'esame della Camera.
Il consiglio dei ministri fissa per l'11 giugno la data dei referendum.[37]

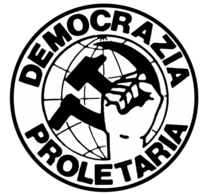
Il simbolo di Democrazia Proletaria

- 15 aprile: A Roma si svolge il congresso costitutivo per la fondazione del partito di Democrazia Proletaria, già cartello elettorale della nuova sinistra. L'atto costitutivo è sottoscritto da Francesco Bottaccioli, Franco Calamida, Massimo Gorla, Stefano Facchi, Romano Luperini, Emilio Molinari e Franco Russo. Nell'effettivo del neonato partito, confluirono l'ala minoritaria del PdUP per il comunismo - rappresentata dagli esponenti della corrente di sinistra interna del disciolto PSIUP Vittorio Foa e Silvano Miniati e dagli ex MPL Giovanni Russo Spena e Domenico Jervolino, oltreché dalle cosiddette "Federazioni unitarie" e dall'area sindacale di Elio Giovannini, Antonio Lettieri e Gastone Sclavi -, la maggioranza di Avanguardia Operaia, capeggiata da Massimo Gorla, Silverio Corvisieri e Luigi Vinci, e la Lega dei Comunisti, facente invece capo a Romano Luperini.
Coi voti contrari di MSI, demonazionali, radicali e democristiani, e con una maggioranza di soli otto voti, la Camera approva la legge per la regolamentazione dell'aborto. La legge assicura l'intervento entro i 90 giorni a carico del servizio sanitario nazionale, e l'esclusiva decisione della donna. Annunciata battaglia in Senato per l'estensione alle minorenni.[38]
- 16-18 aprile: le BR diffondono il comunicato n. 6, nel quale annunciano la condanna a morte di Moro. Mentre la direzione DC, riunita d'urgenza, si interroga sulla linea della fermezza, viene ritrovato il falso comunicato n. 7, che annuncia la morte di Moro e la presenza del suo corpo nel lago della Duchessa. A causa di una perdita d'acqua viene inoltre scoperta la base brigatista di via Gradoli.[39]
- 20-21 aprile: le BR diffondono il vero comunicato n. 7, al quale viene allegata una seconda foto a dimostrazione che Moro è ancora vivo. Le BR chiedono uno scambio con 13 detenuti politici. Dopo la febbrile ed inutile ricerca nel lago della Duchessa i partiti confermano la totale chiusura ad ogni ipotesi di trattativa ma Craxi inizia a percorrere una possibile strada alternativa. Nel giro di 24 ore, intanto, le BR diffondono il vero comunicato n. 7 con una foto di Moro con un giornale del giorno prima e la richiesta ufficiale di uno scambio dello statista con 13 prigionieri politici. L'aver creduto Moro ucciso, e un ultimatum per le ore 15 del giorno successivo, incrina il fronte della fermezza della DC, contro il quale si schierano tutti i partiti dell'arco costituzionale.[40]
- 22 aprile: Eleonora Moro rivolge un appello ai partiti affinché si trovi una strada che possa salvare Moro senza compromettere lo stato. Mentre si fa strada la voce che il governo abbia deciso di cercare un canale per sondare le BR la direzione del PSI chiede di esplorare tutte le vie possibili per la salvezza di Moro che non coinvolgano lo stato e le sue istituzioni.
Paolo VI diffonde il suo appello alle BR: il papa prega in ginocchio i terroristi di liberarlo ma si polemizza sul finale dell'appello, laddove si chiede di farlo "senza condizioni". Da più parti si sostiene che quelle due parole sono state imposte da numerose pressioni esterne e interne.
Il comitato per la riforma e la costituzione del sindacato di polizia diffonde un comunicato in cui si schiera contro ogni dialogo o trattativa con le BR.[41]
- 29 aprile: consiglio dei ministri: il governo vara i primi provvedimenti legati al programma: il disegno di legge sull'occupazione giovanile, che sblocca uno stanziamento di 1.080 miliardi per la creazione di nuovi posti di lavoro, e quello che riduce le pensioni di invalidità alla sola compromissione della capacità lavorativa, senza tener conto della capacità di guadagno e delle condizioni socio-economiche.
In una nuova lettera alla DC Moro chiede che il partito assuma le proprie decisioni solo nei suoi organi statutari. A tal proposito, quale suo presidente, chiede la convocazione del consiglio nazionale del partito, delegandone la presidenza a Riccardo Misasi.
Parlando a tribuna elettorale Andreotti dichiara che la linea della fermezza è definitiva, perché coinvolge le leggi della repubblica.[42]
- 30 aprile: sette lettere di Moro sconvolgono la giornata politica. In quella indirizzata a Craxi il presidente della DC chiede ai socialisti di adoperarsi per la trattativa continuando a sostenere la necessità di uno scambio che il governo continua a definire inammissibile.

#### Maggio
- 3 maggio: dopo un lungo vertice tra DC e PSI il governo demanda al Comitato interministeriale per la sicurezza la possibilità di sviluppo della linea della trattativa proposta da Craxi. Andreotti ribadisce comunque che qualsiasi iniziativa non deve derogare le leggi dello Stato.
Guido Carli, presidente di Confindustria, sostiene all’assemblea annuale della confederazione che l'Italia ha bisogno di un'economia di mercato di stampo liberista. Per Carli vanno abrogate le norme che impediscono la libera concorrenza e i prezzi amministrati per le fasce sociali.[43]
- 4 maggio: le BR diffondono il comunicato n. 9, nel quale annunciano di voler concludere la battaglia iniziata il 16 marzo "eseguendo la sentenza cui Moro è stato condannato".[44]

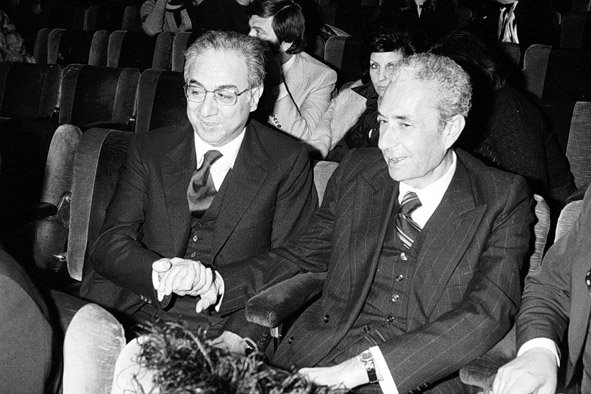
Cossiga e Moro

- 9 maggio: il corpo di Aldo Moro viene fatto trovare in una Renault posteggiata tra le sedi della DC e del PCI.
Una manifestazione spontanea di oltre centomila persone, voluta dai sindacati, si forma in piazza San Giovanni per esprimere cordoglio per la morte dello statista democristiano e contestare al governo di non aver fatto abbastanza per la sua salvezza.
Il ministro Cossiga rassegna le proprie dimissioni. Andreotti assume l'interim in attesa di proporre un nuovo nome.[45]
- 14-16 maggio: elezioni amministrative: votano 4 milioni di elettori. I risultati più significativi sono il vistoso successo della DC a scapito del MSI e un netto calo del PCI. Risultati positivi per i partiti della maggioranza.
I partiti della maggioranza sostengono che i risultati elettorali non hanno alcuna influenza sulla stabilità del governo e invitano l'esecutivo ad uscire dall'immobilismo creato nei giorni del rapimento di Moro.[46]
- 17 maggio: la Corte Costituzionale dichiara parzialmente illegittimo l'art. 39 della legge che stabilisce le norme per i referendum: la Cassazione, secondo la consulta, non può bloccare la consultazione se l'adeguamento della legge da abrogare è solo formale e non sostanziale.[47]
- 18 maggio: alla Camera si svolge il dibattito sul delitto Moro. Andreotti sostiene che lo stato supererà anche questa prova, una pagina amara tra le tante vissute dall'Italia. Il presidente del consiglio fornisce le cifre del terrorismo (assassinati, arrestati, attentati). Il suo discorso è contestato solo dal PDUP e dal Partito Radicale.
Con 160 voti a favore e 148 contrari il Senato approva le norme per la depenalizzazione e la regolamentazione dell'aborto. L'approvazione è definitiva è annulla il referendum previsto per l'11 giugno.[48]
- 25 maggio: comitato centrale PSI: Craxi sottolinea i buoni risultati elettorali, segno che gli elettori non hanno voluto punire i socialisti per la linea della trattativa nel caso Moro. Appello all'unità del partito per rafforzare la presenza del partito nella politica e nella società. L'assise vota a grande maggioranza la relazione e lo schieramento per il NO ai referendum.
La corte di cassazione conferma i referendum sulla legge reale e il finanziamento pubblico dei partiti.[49]
- 26 maggio: consiglio dei ministri: sono promulgati diversi decreti legge, con esecutività immediata, che aumentano la carta bollata per atti amministrativi e giudiziari, le tariffe elettriche, la ritenuta d'accordo dei conti bancari, le tariffe ferroviarie e un'imposta di 100.000 lire ai contribuenti IRPEF. La manovra, per 1.500 miliardi, è destinata per metà ai fondi di dotazione di IRI, Eni e Efim.[50]
- 28 maggio: i cardinali Antonio Poma e Giovanni Benelli si scagliano contro l'appena approvata legge sull'aborto, minacciando di scomunica le donne che lo praticano e i medici disposti a procurarlo.[51]
- 29 maggio: il governatore della Banca d'Italia, Paolo Baffi, parlando all'assemblea annuale dell'istituto, invita il governo alla moderazione nei previsti rinnovi salariali; senza un morto di prudenza la stabilità dei prezzi, l'inflazione e il debito pubblico andranno fuori controllo.[52]

#### Giugno
- 3 giugno: a una settimana dal voto si delineano le posizioni dei partiti sui referendum: DC, PCI, PSI, PSDI e PRI sono per due no; DP, PDUP e radicali per due si: i liberali indicano no alla legge reale e si al finanziamento pubblico dei partiti, il MSI indica si alla legge reale e lascia libertà di voto per l'altro referendum.[53]
- 5-6 giugno: la legge sull'aborto entra in vigore nella più totale impreparazione delle strutture sanitarie.Paolo VI, ricalcando le parole del cardinale Ugo Poletti, invita a boicottarla.[54]

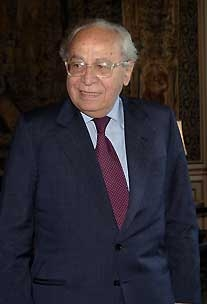
Virginio Rognoni

- 13 giugno: referendum: col 56,3 di No al finanziamento dei partiti e 76,7 di no alla legge reale l'elettorato respinge le richieste di abrogazione delle due leggi.
 Virginio Rognoni sostituisce Francesco Cossiga al ministero degli interni.[55]
- 15 giugno: dopo una pesante campagna scandalistica sostenuta dal settimanale l'Espresso e da radicali e PDUP, culminata in un libro di accuse di Camilla Cederna, il presidente della repubblica Giovanni Leone rassegna le dimissioni. Leone e famiglia sono accusati di speculazioni edilizie e frode fiscale. Le camere in seduta comune sono convocate per il 29 giugno.
Consiglio dei ministri: approvato un disegno di legge per il risanamento delle imprese, che potranno godere di aumenti di capitale sottoscritti da consorzi di banche. Varati, inoltre, un rincaro delle tariffe per revisioni e collaudi di veicoli e norme contro l'evasione fiscale sugli olii minerali.[56]
- 17-20 giugno: congresso del PRI: La Malfa attacca partiti e sindacati per il lassismo e la mancanza di una strategia che salvaguardi il paese dai suoi numerosi problemi.Oddo Biasini è riconfermato segretario con una maggioranza schiacciante. Isolata la piccola minoranza di Francesco Scattolin,
- 28 giugno: la Camera approva la legge per la riforma sanitaria che prevede l'istituzione del servizio sanitario nazionale e delle USL.[57]
- 29 giugno: consiglio dei ministri: approvato un blocco dei fitti fino al 31 luglio, per dare il tempo alle camere di approvare in via definitiva la legge sull'equo canone. Prorogati sine die i contributi agli enti pubblici ritenuti inutili, che avrebbero dovuto essere interrotti il 1 luglio.[58]
- 29 giugno-8 luglio: elezione del presidente della repubblica: la DC indica come suo candidato il segretario Zaccagnini, gli altri partiti votano candidati di bandiera. Dal quarto scrutinio DC e PSI non partecipano al voto, PSDI, PRI, PLI, MSI e demonazionali votano scheda bianca. PSI, PCI, PSDI, PDUP e radicali trovano un accordo sul nome di Sandro Pertini ma la DC continua ad astenersi. Dopo tre giorni di consultazioni viene raggiunto l'accordo su Pertini, eletto con 832 voti su 995 (MSI e demonazionali hanno votato scheda bianca).

#### Luglio
- 14 luglio: al processo per lo scandalo Lockeed Ovidio Lefebvre accusa Bruno Palmiotti, segretario di Mario Tanassi, di aver incassato le prime due tangenti per un importo di mezzo miliardo di lire.
Si conclude il processo di primo gradi per il golpe Borghese: la corte riconosce la cospirazione neofascista ma eroga pene da 10 anni a 8 mesi. In totale 46 condanne e 30 assoluzioni.[59]
- 19 luglio: il Senato approva la legge di riforma dei patti agrari, che prevede l'abolizione della mezzadria e stabilisce il contratto di affitto come unico mezzo destinato a regolare i rapporti.
- 20 luglio: un ordigno ad alto potenziale distrugge il portone d'ingresso di Palazzo Valentini a Roma, sede della provincia e della prefettura della capitale.[60]
- 21 luglio: consiglio dei ministri: viene approvato il disegno di legge sull'amnistia e l'indulto, frutto di una lunga trattativa tra i cinque partiti della maggioranza. L'amnistia fa decadere i reati non finanziari puniti con la reclusione fino a 3 anni, quattro per i minorenni e gli anziani oltre i 70 anni. L'indulto condona due anni di reclusione e due milioni di multa con l'esclusione dei reati di particolare allarme sociale.[61]
- 26 luglio: il Senato approva in via definitiva la legge che introduce l'equo canone. Una norma transitoria, tuttavia, proroga l blocco dei fitti per dar modo ai comuni di dividere il territorio in zone e al ministero dei lavori pubblici di emanare norme per la valutazione dello stato degli immobili.[62]
- 28-30 luglio: consiglio nazionale della DC: un accordo tra le correnti, con poche contestazioni, conferma Zaccagnini alla segreteria ed elegge Flaminio Piccoli alla presidenza dell'assise. Viene approvata la linea politica della segreteria per una strategia del confronto col PSI.[63]

#### Agosto
- 5 agosto: in una intervista alla TV Andreotti sostiene che è necessaria la più ampia collaborazione dei partiti per evitare le elezioni anticipate e intervenire con forza sulla situazione economica del paese. Il presidente del consiglio si riferisce ad alcune polemiche in corso tra DC, PCI e PSI sul ruolo che ognuno ha nell'esecutivo.[64]
- 6 agosto: Paolo VI muore a Castelgandolfo.[65]
- 9 agosto: in una intervista al settimanale Epoca Arnaldo Forlani annuncia la ricostituzione della corrente fanfaniana, dispersa e frammentata dopo la caduta del leader dalla segreteria della DC. Secondo il ministro degli esteri è una esigenza dettata dal rafforzamento delle divisioni all'interno di una DC che non vuole superare la logica delle correnti interne.[65]

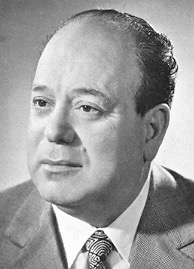
Remo Gaspari

- 13 agosto: Ciriaco De Mita e Remo Gaspari rispondono alle dichiarazioni di Forlani sulla ricostituzione della corrente fanfaniana: secondo il primo il segretario Zaccagnini deve operare con forza per superare le divisioni nel partito: il secondo, al contrario, ritiene che in vista del congresso tale ricostituzione sia positiva perché le correnti alimentano la dialettica interna e il confronto delle idee.[66]
- 26 agosto: il cardinale Albino Luciani viene eletto papa ed assume il nome Giovanni Paolo I.[67]

#### Settembre
- 6 settembre: un ordigno esplosivo deflagra nella notte sul portone del Vicariato di Roma, provocando gravi danni al portone e alle finestre dei primi piani.[68]
- 15 settembre: consiglio dei ministri: introdotta la bolletta di accompagnamento delle merci viaggianti, un documento che dovrebbe eliminare la mancata fatturazione e la conseguente evasione dell'IVA.
- 17 settembre: chiudendo il festival nazionale de l'Unità a Genova il segretario comunista Berlinguer esclude che il PCI possa ripudiare Lenin e Marx. Definisce denigratoria la polemica condotta contro il suo partito, funzionale a spostare a destra l'equilibrio del governo.
Gli fa eco Carlo Donat Cattin alla chiusura del convegno della corrente Forze nuove a Saint Vincent. Il leader della sinistra critica la gestione di Zaccagnini contro il PSI, in quanto la linea socialista rende inutile la partecipazione comunista al governo.[69]
- 19 settembre: dopo una rissa tra studenti comunisti e missini, con un giovane di destra ricoverato in gravi condizioni, nella serata un commando di giovani missini spara colpi di pistola contro la sezione della FGCI di Monteverde. Due missini in prognosi riservata. Rognoni, ministro degli interni, è chiamato a riferire in parlamento.[70]
- 22 settembre: dopo una dichiarazione di Ugo La Malfa, che ha prospettato la totale autonomia del PRI dalla maggioranza, Andreotti dichiara che le elezioni anticipate non risolvono i problemi, come dimostrato nel 1972, ed invita i partiti della maggioranza a concludere la legislatura senza forzare le posizioni.[71]
- 28 settembre: a Roma, davanti alla sezione comunista dell'Alberone, due persone a bordo di una Vespa sparano colpi di pistola contro tre persone che stanno leggendo l'Unità esposta nella bacheca. Rimane ucciso Ivo Zini, un altro studente viene solo ferito a una gamba. L'attentato è rivendicato dai Nuclei Armati Rivoluzionari (NAR).[72]
- 29 settembre : Giovanni Paolo I viene trovato morto nel suo letto.

#### Ottobre
- 1 ottobre: parlando all'assemblea dell'ANCI Andreotti sostiene che la maggioranza a sei è nata per affrontare le emergenze del paese col concorso di tutte le forze democratiche.
- 6 ottobre: consiglio nazionale DC: il congresso nazionale è convocato per aprile 1978. Il segretario organizzativo, Vincenzo Russo, illustra numerose modifiche statutarie, tra le quali la riduzione da 42 a 30 dei membri della direzione e incompatibilità tra quest'ultima e cariche di governo.[73]
- 8 ottobre: al teatro San Babila di Milano si svolge il convegno nazionale dei quadri operai dei PDUP, nella quale emerge la divisione che contrappone la maggioranza interna e la minoranza del gruppo del Manifesto. La lotta degli operai si divide tra fautori della lotta di fabbrica e fautori dello scontro col governo e provoca una grande incertezza su come operare.[74]
- 9 ottobre: Fanfani torna ad attaccare la linea politica del partito per porsi come leader di un fronte contrario alla politica di emergenza e al conseguente coinvolgimento di tutte le forze politiche democratiche. Secondo Fanfani la DC sta perdendo la propria identità, la credibilità politica e di conseguenza la forza elettorale.

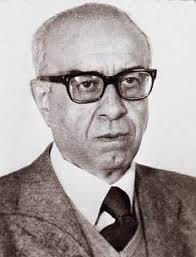
Girolamo Tartaglione

- 10 ottobre: le BR uccidono il giudice Girolamo Tartaglione.[75]
- 16 ottobre: il cardinale polacco Karol Wojtyla viene eletto papa, e prende il nome di Giovanni Paolo II.
- 25-29 ottobre: con una relazione del ministro degli interni Rognoni si apre alla Camera il dibattito sul caso Moro: per il ministro la discussione è un tentativo di arginare il processo disgregante in cui sono coinvolte le istituzioni, per arrestare il tentativo di allontanare il sistema politico italiano dalle regole democratiche. La linea della fermezza e l'operato del governo sono approvati a larga maggioranza.
- 25 ottobre: dopo undici mesi di dibattito la commissione giustizia della Camera licenzia la prima riforma del codice penale, che riguarda la parte relativa alle pene. Le modifiche riguardano la depenalizzazione di numerosi reati, la sostituzione delle pene detentive brevi con la semilibertà, la limitazione dei reati perseguibili d'ufficio e l'istituzione di nuove di misure di sicurezza per le violazioni più gravi e frequenti.[76]
- 28 ottobre: consiglio dei ministri: approvata la legge-quadro per l'artigianato, numerose agevolazioni per la piccola e media industria e nuove norme per la brevettabilità dei farmaci.
Si apre a Montecatini il convegno della corrente dorotea. Antonio Bisaglia ribadisce la presa di distanza da ogni ipotesi di collaborazione tra DC e PCI. Dall'assise emerge chiara la volontà di superare la fase dell'emergenza che ha consentito la collaborazione esterna del PC all'esecutivo e l'esigenza di una ricomposizione unitaria del tessuto democratico del paese.[77]
- 29 ottobre: in un discorso tenuto alla conferenza nazionale degli amministratori comunisti, a Bologna, Berlinguer risponde ai dorotei che non dovrebbero guardare al PCI ma in casa propria. Le spinte verso la crisi di governo vengono dalle profonde divisioni all'interno della DC. Il PCI ha un ruolo propositivo nel cammino democratico, e ha spinto il governo in tale direzione.

#### Novembre
- 2-5 novembre: congresso partito radicale: il partito si trova in una profonda crisi di linea e identità (un vuoto di strategia) aggravata da un tesseramento insufficiente e da problemi finanziari. L'assise si dimostra unita nel proseguire sulla strada della democrazia diretta (referendum). Il partito è diviso tra la maggioranza di Gianfranco Spadaccia e Adelaide Aglietta e la minoranza di Marco Pannella e Emma Bonino, che si risolve in una sofferta elezione del nuovo segretario nel francese Jean Fabre.[78]
- 4 novembre: in una intervista concessa a la Repubblica Andreotti interviene sulle numerose polemiche che nelle ultime settimane hanno investito il governo, in particolare sulla riforma dei patti agrari. Il presidente del consiglio respinge le tendenze verso la crisi che provengono dall'interno della DC e ricorda che se non ci fosse stato l'apporto del PCI non ci sarebbe il governo, e che nuove elezioni avrebbero potuto compromettere in senso antidemocratico la situazione. Annunciata la costituzione di un ministero della pubblica amministrazione per le questioni del pubblico impiego e della macchina statale.[79]
- 6 novembre: parlando a Gardone Riviera, Arnaldo Forlani torna ad attaccare la segreteria di Zaccagnini, contestando la linea del confronto e riproponendo un ritorno alla completa centralità democristiana. Le parole di Forlani sono ben accolte dal PLI e da Democrazia Nazionale. Valerio Zanone sottolinea che l'ex segretario mette in discussione il rapporto tra DC e PCI e apre alla possibilità di superare gli equilibri del 16 marzo. I demonazionali assumono una posizione cauta, sottolineano il riconoscimento della loro presenza politica e si dichiarano pronti a sostenere, nel modo ritenuto opportuno, un governo di centro-destra.[80]
- 8 novembre: le formazioni comuniste combattenti uccidono il procuratore capo di Frosinone Fedele Calvosa, il suo autista e un collaboratore.[81]
- 10 novembre: direzione PCI: viene ribadita la necessità di un serio impegno del governo e dei partiti della maggioranza per l'attuazione del programma.
- 12-14 novembre: congresso costitutivo PDUP: il partito è diviso tra la maggioranza di Lucio Magri e Luciana Castellina, una minoranza che fa capo ad alcune federazioni provinciali e la dissidenza del gruppo de Il Manifesto. Magri viene rieletto segretario con 282 voti su 483 mentre i 23 delegati del Manifesto si astengono. Il documento della segreteria sostiene la necessità di una rifondazione della sinistra.[82]

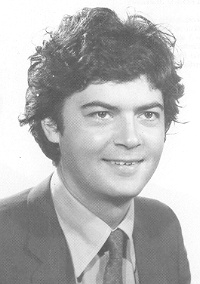
Claudio Martelli

- 16 novembre: all'Hotel Parco dei Principi di Roma si svolge il convegno "Informazione e potere", organizzato dal PSI, nel quale Claudio Martelli illustra la rinnovata posizione del partito sul problema della stampa e della TV. Per i socialisti esiste uno squilibrio evidente tra l'egemonia dei grandi gruppi privati nei giornali e del servizio pubblico nella radiotelevisione; in luogo di una terza rete della Rai la proposta è quella di assegnare un canale TV nazionale ai privati.[83]
- 22 novembre: direzione PSI: il dibattito interno al partito è minato dal deludente risultato elettorale in Trentino e dalle proposte sull'informazione. Alcuni dirigenti (Mario Landolfi, Enrico Manca, Vincenzo Balzamo) affacciano esplicitamente l'ipotesi di una crisi di governo, ritenendo l'azione dell'esecutivo e il ruolo del PSI sempre più inadeguati. L'ex segretario De Martino contesta a Craxi una latente svolta a destra del partito e chiede una riflessione critica sul futuro.[84]
- 21 novembre: elezioni amministrative: votano 600.000 elettori del Trentino-Alto Adige. I partiti della maggioranza registrano flessioni significative e variabili. Cala anche il MSI. Buon risultato per la SVP e per le numerose liste locali.[85]
- 25 novembre: dopo una polemica di tre settimane Romano Prodi viene nominato ministro dell'industria al posto di Carlo Donat-Cattin. Il leader di Forze nuove rifiutava di lasciare per non far perdere alla sua corrente un ministero di peso politico e gestionale, non lesinando attacchi a Zaccagnini e Andreotti. Quest'ultimo rinuncia al più ampio rimpasto annunciato nei giorni precedenti e alla creazione del nuovo ministero della pubblica amministrazione.
Giovanni Paolo II da il proprio benestare alla battaglia dei vescovi contro la soppressione degli enti religiosi di assistenza, le cui funzioni dovrebbero passare alle regioni. Il pontefice sostiene che non esiste solo un dovere all'assistenza ma anche la sua libertà.[86]
- 30 novembre: direzione DC: nella sua relazione il segretario Zaccagnini sostiene che la gravità della situazione politica richiede lo sfruttamento di tutte le potenzialità dell'intesa a sei. Ritiene inaccettabili gli esami di democrazia al PCI e individua nel dilagare del corporativismo, nell'invadenza dei poteri forti e nell’evasione fiscale i problemi maggiori del paese. La politica del confronto con gli altri partiti della maggioranza è l'unica perseguibile.[87]

#### Dicembre
- 7 dicembre: Andreotti incontra i segretari dei partiti della maggioranza a pochi giorni dalla discussione parlamentare sull'ingresso dell'Italia nello SME. La questione sta infatti mettendo a dura prova l'esecutivo, coi repubblicani che minacciano di passare all'opposizione e la destra DC che preme per l'immediato ingresso.
- 13 dicembre: la Camera ratifica l'adesione dell'Italia allo SME. Il documento finale, presentato dalla DC, è votato anche da PSDI, PRI, PLI, demonazionali e MSI. Astenuti i socialisti, voto contrario del PCI all'adesione immediata, stabilita al 1 gennaio. Si profila un chiarimento nella maggioranza quando il ministro Pandolfi presenterà il documento triennale di programmazione economica.[88]
- 14 dicembre: con un documento di 32 pagine la Conferenza Episcopale Italiana sentenzia la scomunica latae sententiae per i cristiani che praticano l'aborto a qualsiasi livello di responsabilità e fa appello al personale sanitario per il riconoscimento dell'obiezione di coscienza.[89]
- 17 dicembre: i paesi produttori di petrolio riuniti nell'OPEC annunciano diversi rincari del prodotto: 5% al 1 gennaio, 3,8% ad aprile, 2,3% a luglio e 2,7% a ottobre. L'aumento non dovrebbe incidere sul prezzo dei carburanti perché i rincari incideranno per 400 lire a barile, quindi per 1,50 lire al litro.[90]
- 21 dicembre: con 381 voti favorevoli, 77 contrari e 7 astensioni la Camera approva in via definitiva la riforma sanitaria. Spariscono le mutue, sostituite dal Servizio Sanitario Nazionale organizzato su base regionale in distretti e unità sanitarie locali. La riforma entra in vigore il 1º gennaio ma occorreranno un centinaio di decreti delegati per la sua applicazione.[91]

### 1979

#### Gennaio
- 1-3 gennaio: il papa e i vescovi, tornano a scagliarsi contro l'aborto. Il cardinale di Firenze Benelli arriva a sostenere che l'aborto farà più vittime della seconda guerra mondiale. La Radio Vaticana tenta successivamente di ridimensionare la situazione, affermando che i principi di divorzio e aborto si collocano ad un livello unicamente morale e religioso, ma questo non basta a impedire forti proteste politiche. Il cardinale Benelli viene indagato dalla procura di Camerino per vilipendio al parlamento.[92]
- 3 gennaio: i radicali depositano alla Consulta una richiesta di referendum per abrogare diverse parti della legge sull'aborto, tra le quali il divieto per le minorenni.[93]
- 6 gennaio: con un fondo su l'Avanti il segretario socialista Craxi prende posizione contro l'idea di elezioni anticipate ed invita DC e PCI a prendere l'iniziativa di una crisi di governo pilotata, da cui esca un esecutivo che dia al paese una guida stabile e valida. A Craxi si associa il segretario del PSI Pietro Longo.[94]
- 9 gennaio: a Roma quattro terroristi dei NAR assaltano la sede di Radio Città Futura sparando contro cinque donne, al momento impegnate in una trasmissione, e incendiando le apparecchiature. Il giorno successivo scoppiano incidenti in tutta la città: a Centocelle un giovane di destra, Alberto Giaquinto, viene ucciso in uno scontro con la polizia; una bomba viene fatta esplodere davanti alla sede de Il Messaggero; cortei spontanei di solidarietà con Radio Città Futura sono contenuti e in parte dispersi dalla polizia; tre giovani di destra sono feriti in un agguato dei Compagni organizzati per il comunismo davanti a un bar di Monte Sacro, provocando la morte di Stefano Cecchetti.[95]
- 13 gennaio: con un articolo anonimo su l'Unità il PCI accusa la DC di aver fatto marcia indietro rispetto al piano politico di Moro e ritiene che esistano nel partito propositi di restaurazione. L'articolo non arriva a chiedere la crisi di governo e sottolinea le sfacciate inadempienze e numerosi stravolgimenti nel programma concordato. Il PCI non intende essere usato come ruota di scorta.[96]
- 15 gennaio: Andreotti presenta alle camere il piano triennale di programmazione economica, elaborato dai ministri delle finanze e del bilancio. Basi del piano sono la riduzione del disavanzo pubblico, l'austerità salariale, maggiore flessibilità del lavoro, la riduzione dell'inflazione dal 12% al 7,5% entro il 1981 e 550.000 nuovi posti di lavoro.[97]
- 16 gennaio: direzione PCI: viene posto un ultimatum alla DC, che deve riunire la propria direzione il giorno dopo. Se non saranno date risposte alle contestazioni mosse all'azione del governo il PCI si distaccherà dalla maggioranza ed aprirò la crisi di governo.[98]
- 17 gennaio: direzione DC: Zaccagnini afferma che il partito è pronto a discutere le questioni controverse. Andreotti, da parte sua, sostiene che la DC non può rifiutare pregiudizialmente la richiesta di modifiche governative che possono attenuare il carattere monocolore dell'esecutivo.[99]
- 24-27 gennaio: congresso del PLI: al termine di un dibattito senza troppi contrasti i gruppi di minoranza, oppositori della segreteria di Valerio Zanone, si riuniscono nella corrente Autonomia liberale, capeggiata da Raffaele Costa, Agostino Bignardi, Livio Caputo e Manlio Brosio, mentre un piccolissimo gruppo rifiuta di aderire a entrambe le tendenze e rimane solidale con Giovanni Malagodi. Il nuovo gruppo punta ad un rapporto più stretto con PSDI e PRI, oltre che con la destra democristiana. Zanone, che gode di una maggioranza del 60%, è rieletto segretario.[100]
- 24 gennaio: a Genova le BR uccidono Guido Rossa.[101]
- 26 gennaio: a una riunione dei segretari dei partiti di maggioranza Berlinguer annuncia che il PCI ritira l'appoggio all'esecutivo. Il PCI passerà all'opposizione se non sarà accettata la presenza di ministri comunisti.[102]
- 28 gennaio: dopo aver riferito in Parlamento Andreotti rassegna le dimissioni.[103]